# Dirk van Bastelaere
Dirk van Bastelaere (Sint-Niklaas, 23 oktober 1960) is een Vlaams postmodern dichter, essayist en vertaler. Van 2014 tot zijn ontslag in 2016 was hij werkzaam als woordvoerder van de  N-VA-fracties in de Kamer en de Senaat. 

## Publicaties en tijdschriften
Van Bastelaere publiceerde gedichten in onder andere Dietsche Warande & Belfort, Ambrozijn, De Gids, De Vlaamse Gids, Diogenes, Yang, Heibel, Nieuw Wereldtijdschrift, Het Moment, Maatstaf en Kreatief.  Essays, bijdragen en interviews verschenen onder andere in Ambrozijn, Poeziëkrant, Kreatief, Nieuw Wereldtijdschrift, De Brakke Hond, Yang, De Vlaamse Gids, Knack, Dietsche Warande & Belfort, Parmentier en De Morgen.  
Hij was ook betrokken bij het ontstaan van twee tijdschriften, met name R.i.P. Tijdschrift voor Literatuur en Stijl (begin jaren 80) en het recentere freespace Nieuwzuid.  In dat eerste tijdschrift zijn volgens Hugo Brems en Dirk De Geest trouwens de bronnen te vinden van de Vlaamse postmoderne ‘stroming’ – een stroming die voor het eerst echt zichtbaar werd met de publicatie van het historische jubileumnummer van Yang uit 1990.  Hierin verschenen 7 poëtica’s waaronder die van “de harde kern van het Vlaamse postmodernisme: Dirk van Bastelaere en Erik Spinoy, en daarbij Stefan Hertmans en Peter Verhelst.”
In 1984 verscheen Vijf Jaar, zijn debuut. Later verschenen de bundels Pornschlegel en andere gedichten (1988), Diep in Amerika (1994) en Hartswedervaren (2000) - waarvoor hij de prestigieuze driejaarlijkse Vlaamse Cultuurprijs voor Poëzie kreeg, de vroegere Staatsprijs.
In 2001 verscheen Wwwhhooosshhh - Over poëzie en haar wereldse inbedding, een verzameling van zijn belangrijkste essays. In 2005 verscheen onder de titel The Last to Leave. Selected Poems een bundel met Engelse vertalingen van een aantal van zijn gedichten. De bundel De voorbode van iets groots verscheen in 2006, deze droeg een lange tijd de werktitel Zapruder Stress.
In december 2008 verscheen Hotel New Flanders, een omvangrijke bloemlezing van 60 jaar Vlaamse poëzie, tussen 1945 en 2005. Van Bastelaere maakte de 752 bladzijden dikke bloemlezing in opdracht van het Poëziecentrum, samen met Erwin Jans en Patrick Peeters.
In 2011 werd via een weblog van Gerrit Komrij bekend dat Van Bastelaere rond 2001 een rol had in een pornofilm.

## Prijzen
- 1981 - Poëzieprijs Vlaamse Club Brussel voor het gedicht ‘Design’
- 1982 - Basiel de Craene-prijs
- 1983 - Poëzieprijs van de Stad Sint-Truiden en de Poëzieprijs Vlaamse Club Brussel voor het gedicht ‘De distels’
- 1985 - Prijs voor het beste literaire debuut in Vlaanderen voor zijn debuutbundel Vijf jaar
- 1987 - Jules van Campenhoutprijs
- 1988 - Hugues C. Pernathprijs voor zijn tweede bundel Pornschlegel en andere gedichten
- 1997 - Provinciale prijs voor letterkunde Oost-Vlaanderen voor zijn derde bundel Diep in Amerika
- 2001 - driejaarlijkse Vlaamse cultuurprijs voor Poëzie – de vroegere Staatsprijs – voor de bundel Hartswedervaren
- 2007 - Jan Campert-prijs